# Siergiej Nabokow (polityk)
Siergiej Dmitrijewicz Nabokow ros. Сергей Дмитриевич Набоков (ur. 6 października?/18 października 1866 w Sankt Petersburgu, zm. 21 grudnia 1940 w Bukareszcie) – działacz państwowy Imperium Rosyjskiego, prokurator, gubernator w guberniach: kurlandzkiej i kurskiej; po zwycięstwie bolszewików na emigracji w Grecji.

## Życiorys

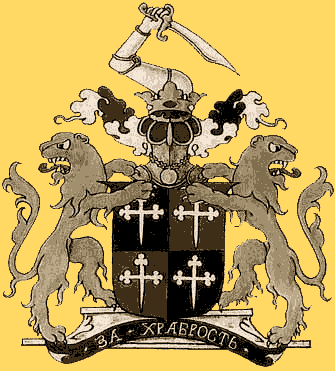
Herb rodu Nabokowów.

Siergiej Dmitrijewicz Nabokow urodził się 6 października?/18 października 1866 w Sankt Petersburgu. Wywodził się z rodziny arystokratycznej. Z wyróżnieniem ukończył Cesarską Szkołę Prawoznawstwa. Pracował jako prokurator w warszawskiej Izbie Sądowej.
Od 23 sierpnia?/5 września 1910 roku gubernator kurlandzki, zastąpił awansowanego Leonida Kniaziewa. Nabokow cieszył się dużym poważaniem ze strony niemieckiego rycerstwa, miał opinię inteligentnego i energicznego oraz posługiwał się bardzo dobrze językiem niemieckim. Negatywnie natomiast postrzegali Nabokowa Łotysze i miejscowi Rosjanie. Deputowany Janis Goldmanis na obradach IV Dumy Państwowej postawił wobec Nabokowa tak ostre zarzuty, że Ministerstwo Spraw Wewnętrznych Imperium Rosyjskiego zdecydowało się zbadać sprawę. Wysłany w tym celu w listopadzie 1914 roku Nikołaj Charłamow stwierdził fałszywość stawianych przez Goldmanisa oskarżeń, co doprowadziło do zakończenia śledztwa. Nie przeszkodziło to Łotyszowi w dalszych atakach na gubernatora. Nabokow stracił stanowisko ze względu na swą przedwczesną ucieczkę z Mitawy w czasie I wojny światowej – opuścił stolicę guberni 19 kwietnia 1915 roku około godziny 20. Z funkcji odwołany został 23 maja 1915 roku.
Od 26 maja do 17 sierpnia sprawował urząd gubernatora kurskiego. Następnie był przedstawicielem przy Armii Specjalnej. Po rewolucji październikowej pracował przy transporcie drewna w Rostowie nad Donem. Przed końcem wojny domowej udał się na emigrację do Aten. W 1919 roku rozpoczął pracę jako handlarz papierosami. Działał w Związku Rosyjskich Prawosławnych Chrześcijan w Grecji – od 1921 roku jako zastępca sekretarza. Umarł 21 grudnia 1940 roku w Bukareszcie.

## Relacje rodzinne
Syn ministra sprawiedliwości Dmitrija Nikołajewicza Nabokowa i niemieckiej baronówny Marii z domu von Korff.
Brat dyplomaty Konstantina Dmitrijewicza Nabokowa i polityka Władymira Dmitrijewicza Nabokowa; stryj pisarza Vladimira Nabokova. Ożenił się z Darią Nikołajewną Tuczkową (1871–1955). Mieli dwie córki i syna, byli to kolejno:
- Maria (1900–1992),
- Siergiej (1902–1998),
- Jekatierina (1903–1975)[3].